# 托尔若克车辆制造厂
托尔若克车辆制造厂（俄语：ОАО «Торжокский вагоностроительный завод»）是俄罗斯一家轨道交通车辆制造商，主要产品和业务包括铁路货车、特种车辆、电力动车组的研发、制造和维修，公司总部位于特维尔州托尔若克。
托尔若克车辆制造厂的前身为第一次世界大战期间沙俄铁道兵部队在托尔若克的第一驻地工厂，于1916年3月设立，当时建有占地50亩的木工、金属、机械装配工场和仓库，主要任务是修理铁路装备和贮存军用物资。十月革命后，该驻地划归交通人民委员部管理，至1919年后改为陆军人民委员部管理。在1920年代至1930年代的国民经济恢复时期和战前五年计划时期，工厂主要任务为苏联铁道兵部队制造和修理机车车辆。第二次世界大战爆发后，工厂于1941年被迫撤退至喀山。1946年，工厂返回托尔若克并着手进行重建。1950年，工厂被编制为191工厂，作为铁道兵部队的储备基地。1958年，工厂脱离军事工业编制，改称加里宁车辆制造厂托尔若克分厂，开始生产特种专用车辆。从1962年1月1日起，工厂脱离加里宁车辆制造厂，成为独立的托尔若克车辆制造厂，承担各类铁路货车和铁路客车的生产任务，并负责为苏联国防部和航天工业研制特种运输车辆。
苏联解体后，由于俄罗斯没有生产电力动车组的企业，而从国外引进新型电力动车组又需要花费大量外汇。因此。在1990年代初俄罗斯联邦交通部要求对杰米霍沃机器制造厂、托尔若克车辆制造厂进行了技术改造，并且从里加车辆制造厂引进了大批技术和管理人员，俄罗斯从而形成了具有一定规模的电力动车组生产能力。1993年，托尔若克车辆制造厂通过仿照ER2T型电力动车组，试制了第一列ET2型电力动车组，并于1995年投入批量生产。

## 产品
- ET2型电力动车组
- ET2型电力动车组
- ET4A型电力动车组
- DT1型柴油动车组